# Адвокація
Адвокація (англ. advocacy, вживаються також варіації адвокасі (едвокасі), адвокатування), обстоювання
 — діяльність з представництва та захисту інтересів клієнта (індивіда або групи людей) уповноваженої особи чи організації з метою отримання клієнтами доступу до благ, на які вони мають право, але не можуть його реалізувати. Досягається така мета через взаємодію від імені клієнта з юридичними та фізичними особами, впливом на громадську думку та рішення в політичній, економічній, соціальній сфері державного управління.
Для позначення адвокації вживається надзвичайно широке коло понять та термінів – «адвокасі», «лобіювання», «лобістська діяльність», «захист інтересів», «організоване представництво інтересів», «система консультування», «громадські справи», «зв’язки з урядом», «вплив громадськості», «участь громадськості», «залучення громадськості», «взаємодія громадськості», «доступ громадськості» тощо. Більшість категоріально-понятійного апарату впливу громадськості на прийняття нормативно-правових актів, який вживається у вітчизняних наукових виданнях, є запозиченим з відповідних іноземних практик.
Термін вживається в контексті діяльності неурядових організацій або правозахисних громадських рухів. Також адвокація розглядається як один із методів соціальної роботи. Через відносну новизну цієї діяльності в Україні зустрічається написання терміна латиницею. Додатково вживаються терміни-аналоги: представництво інтересів, громадянське представництво, заступництво, поборництво, просування. Відповідно, особа, що спеціалізується в цій галузі може називатися представник інтересів, фахівець з адвокації або поборник.
Переклад advocacy як пропаганди є радше помилковим, адже практики адвокації відрізняються від пропаганди тим, що мають на меті структурні зміни в суспільстві та захист прав, а не поширення відомостей і поглядів. В той же час адвокаційні кампанії можуть використовувати певні елементи пропаганди для мобілізації прихильників і впливу на державні інституції.
Лобіювання, вплив на законодавчі процеси в інтересах певної соціальної групи, може вважатися одним із різновидів адвокації. Однак у випадку адвокації мова завжди йде про захист інтересів уразливих категорій населення, тоді як лобістська діяльність може мати на меті, наприклад, збільшення прибутків корпорацій, надання або розширення привілеїв тощо.
Представництво інтересів може здійснюватися на індивідуальному рівні (за зверненням окремої особи) або колективному (коли йдеться про захист спільного інтересу групи осіб). Також адвокаційні дії різняться за рівнем, на якому відбувається конфлікт інтересів: локальний, регіональний, національний, глобальний.
Слід зазначити, що представництво інтересів згадується у законодавстві України, яке регламентує надання соціальних послуг, а саме у Наказі Міністерства соціальної політики «Про затвердження Державного стандарту підтриманого проживання бездомних осіб» як один із заходів в рамках даної послуги. Також на сайті Міністерства розміщений проект окремого Державного стандарту представництва інтересів, в якому йдеться про представлення інтересів на індивідуальному рівні в рамках послуги підтриманого проживання.
Найпоширенішими формами представлення інтересів є згадане вище лобіювання, а також: громадянська (адвокаційна, представницька) кампанія, окремі публічні акції, проведення досліджень з метою посилення певної аргументації, ініціювання судового процесу, створення груп та коаліцій тощо. Окремим видом представлення інтересів у соціальній роботі можна вважати практику посередництва. Додатково в межах представницьких кампаній або акцій можуть відбуватися мистецькі, освітні, інформаційні заходи, використовуватись соціальна реклама тощо.